# Little Birds
Little Birds è un film del 2011 scritto e diretto da Elgin James, e interpretato da Juno Temple e Kay Panabaker. Il film segue due ragazze che escono di casa per seguire tre skater a Los Angeles ed è liberamente ispirato alla vita del regista Elgin James.

## Trama
Lily e Alison sono due amiche che vivono nella parte povera della California vicino al Lago Salton. Le due hanno caratteri completamente opposti: Lily, auto-lesionista e ribelle, vive assieme alla madre single, Margaret, la quale cerca di tirare su la figlia da sola. Alison invece è una ragazza più introversa, cresciuta assieme al padre alcolizzato e suo zio Hogan, insieme a lui bada ai cavalli. 
Lily vuole fuggire da casa e dal piccolo paesino in cui vive; un giorno lei e Alison incontrano un gruppo di skater provenienti da Los Angeles. Questi tre ragazzi,  Louis, David e Jesse, interagiscono subito con le due ragazze. Mentre Alison si dimostra ragionevole e fredda, Lily viene colpita subito da Jess il quale la convince a venire a Los Angeles. Lily, trovando una ragione per fuggire da casa, convince l'amica Alison e con il furgone dello zio di quest'ultima partono per Los Angeles con l'intento di raggiungere i tre ragazzi. 
Appena partite, Lily si dimostra subito trasgressiva e irragionevole rubando in un negozio dove avevano fatto una sosta. 
Appena Lily e Alison arrivano a destinazione incontrano subito i tre ragazzi, con i quali vanno a vivere in un motel abbandonato. Insieme iniziano a derubare le persone e a fare bravate, solo Alison si dimostra in disaccordo e prova a convincere l'amica Lily a tornare a casa assieme a lei ma la ragazza non accetta poiché è già impegnata con Jess. 
Un giorno i ragazzi decidono di organizzare una seconda rapina sfruttando la bellezza di Lily. La rapina purtroppo non finisce come previsto e Lily, abbandonata dai ragazzi, sta per essere violentata ma viene salvata dall'amica; nonostante avessero discusso in precedenza, Alison si dimostra un'amica fedele. 
Infine le due si dirigono verso casa, lasciandosi alle spalle quell'avventura di Los Angeles finita male.